# Francesco Pio Marcoccia
Francesco Pio Marcoccia (Perugia, 25 agosto 1946) è un politico e architetto italiano.

## Biografia
Nato a Perugia nel 1946, conseguì la laurea in architettura a Roma nel 1971 e si trasferì a Viterbo dove esercitò la professione di architetto e urbanista.
Esponente della Democrazia Cristiana, venne eletto consigliere comunale nel capoluogo per la prima volta nel 1975, poi riconfermato altre due volte (1980, 1985). Fu assessore e poi sindaco della città, eletto nel febbraio 1986 dopo le dimissioni di Silvio Ascenzi.
Nel 1988 venne eletto consigliere della Provincia di Viterbo.
Come architetto lavorò ai piani regolatori generali di Marta, Valentano, Canino, Vitorchiano e Arlena di Castro, al piano particolareggiato del centro storico di Viterbo del 1974, e progettò inoltre il complesso residenziale "Edimil" di Bagnaia, il complesso residenziale e commerciale Edilconsult di viale Diaz, la trasformazione dell'area dell'ex molino Torlonia, l'albergo Eurotel di Fiano Romano, vari alloggi IACP e numerose ville private.